# Hugh Howie
Hugh Howie (* 14. Februar 1924 in Glasgow, Schottland; † 14. Januar 1958) war ein schottischer Fußballspieler und Journalist. In seiner aktiven Karriere als Spieler, die er ausschließlich bei Hibernian Edinburgh bestritt, gewann er dreimal die Schottische Meisterschaft.

## Karriere

### Verein
Hugh Howie wurde 1924 in Glasgow geboren. Seine Fußballkarriere begann er bei den Newton Juniors für die er bis 1943 spielte. Von 1943 bis zu seinem Ende der Spielerkarriere im Jahr 1954 spielte er bei Hibernian Edinburgh. Die Zeit bei den Hibs war Unterbrechung durch eine Tuberkuloseerkrankung bedingt, die er im schweizerischen Kurort Davos auskurierte. Mit den Hibs gewann er 1948, 1951 und 1952 die schottische Meisterschaft. Howie spielte in seiner gesamten Karriere in Edinburgh und absolvierte von 1943 bis zu seinem Karriereende im Jahr 1954 139 Ligaspiele.
Nach dem Ende seiner Karriere als Spieler arbeitete er als Journalist für den Daily Express.
Howie starb im Alter von 33 Jahren bei einem Verkehrsunfall.

### Nationalmannschaft
Hugh Howie absolvierte im Jahr 1948 ein Länderspiel für die schottische Nationalmannschaft gegen Wales während der British Home Championship 1948/49. In seinem ersten und zugleich letzten Einsatz für die Nationalmannschaft erzielte Howie den Führungstreffer beim 3:1-Erfolg im Ninian Park, womit er zum Sieg der British Home Championship verhalf.

## Erfolge
mit Schottland:
- British Home Championship: 1949

mit Hibernian Edinburgh:
- Schottischer Meister (3): 1948, 1951, 1952